# Cortes de Lisboa de 1579
As Cortes de Lisboa de 1579 foram cortes convocadas pelo cardeal D. Henrique para estudar a controvérsia na descendência do trono como consequência da morte de D. Sebastião no desastre de Alcácer-Quibir. Foram convocadas a 7 de Janeiro e abertas no dia 1 de Abril.
Os candidatos ao trono eram:
- Filipe II de Espanha;
- Emanuel Felisberto de Saboia, filho da infanta Beatriz de Portugal, Duquesa de Saboia;
- Catarina, duquesa de Bragança, filha do infante D. Duarte;

- Os filhos do príncipe de Parma que não poderão contender com estes por estarem mais afastados no parentesco em um grau.
- D. António, afastado por não ser legítimo;
- Catarina de Médici.

O cardeal-rei, que sucedera no trono a D. Sebastião, procurou obter do Papa a dispensa dos seus votos eclesiásticos para poder casar e, assim, tentar deixar descendência. Porém, o sucesso desta medida era meramente hipotético e pouco provável, já que o cardeal se apresentava em meados da sua sexta década de existência.
Nestas cortes rei também designou cinco fidalgos para tomarem o governo se, à data da sua morte, não houvesse herdeiros. A nomeação de novo rei ficaria encarregue a um tribunal de onze letrados, também escolhidos pelo rei, caso D. Henrique não nomeasse, entretanto, sucessor.